# 浅裂毛茛
浅裂毛茛（学名：Ranunculus lobatus）为毛茛科毛茛属下的一个种。

## 扩展阅读
維基物種上的相關：浅裂毛茛